# بياتريس سبازياني
بياتريس سبازياني (ولدت في 26 مارس 1984 في تيراسينا) هي سباحة إيطالية متزامنة. في دورة الألعاب الأولمبية الصيفية لعام 2004، التي أقيمت في أثينا، اليونان، احتلت المركز السابع في مسابقة الفرق النسائية والثامنة في مسابقة الثنائي للسيدات (إلى جانب لورينا زافالون).